# Live at the Royal Albert Hall (альбом The Cinematic Orchestra)
Live at the Royal Albert Hall — концертный альбом группы The Cinematic Orchestra, выпущенный 14 апреля 2008 года на лейбле Ninja Tune. Сам концерт прошёл 2 ноября 2007 года в Лондонском королевском Альберт-Холле искусств и наук (англ. Royal Albert Hall of Arts and Sciences).

## Список композиций
1. «All That You Give»
2. «Child Song»
3. «Flite»
4. «Familiar Ground» (при участии Heidi Vogel)
5. «To Build A Home» (при участии Grey Reverend)
6. «Prelude»
7. «Breathe» (при участии Heidi Vogel)
8. «Ode To The Big Sea»
9. «Time And Space» (при участии Lou Rhodes)
10. «As The Stars Fall»
11. «Burn Out»